# 안방

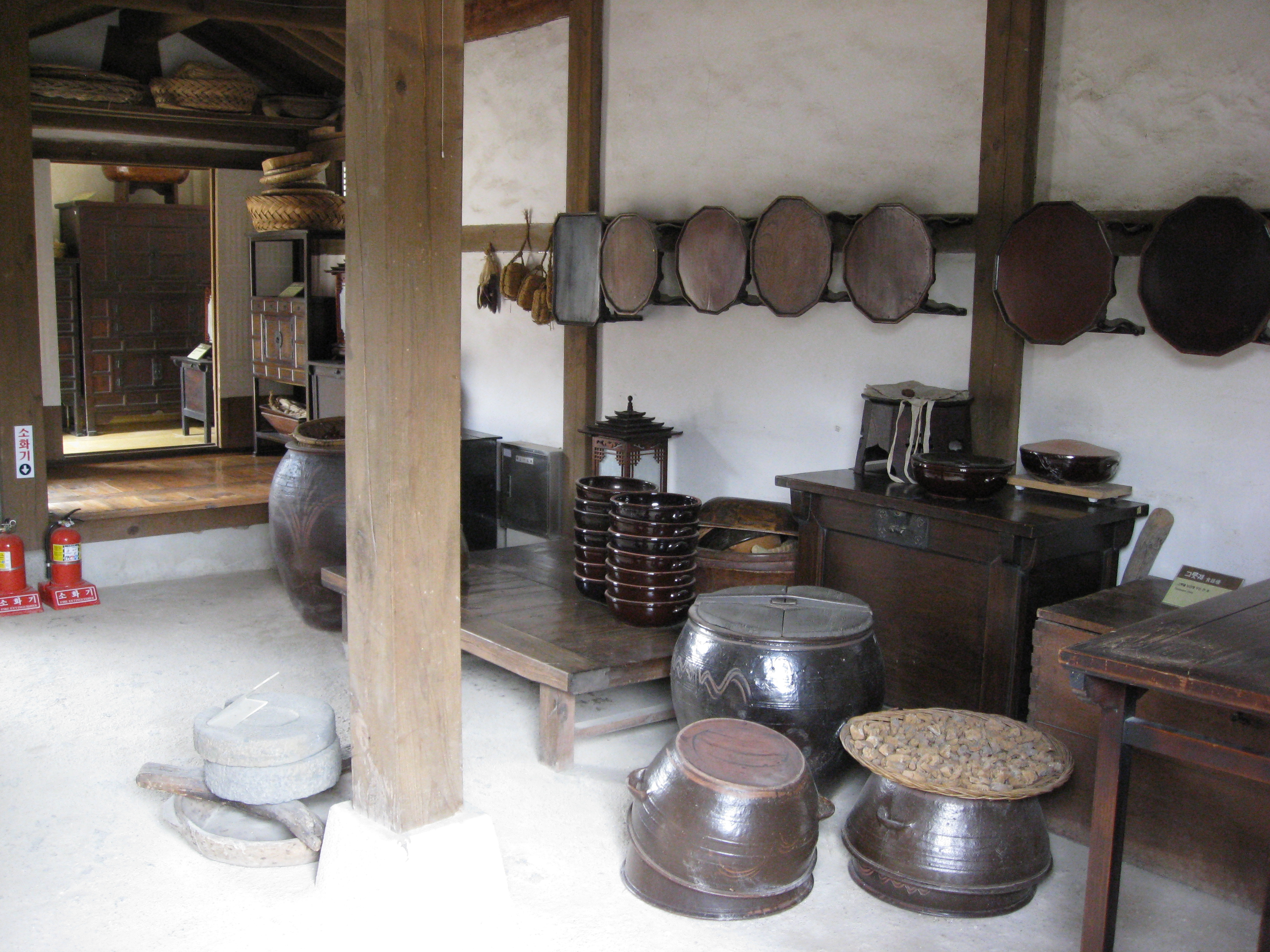
부엌과 이어진 안방.

안방(내방, 內房) 또는 안채는 가족 중 안주인을 위한 공간의 기능을 하는 한국 전통의 집(한옥)의 방이다. 가정에서 안주인의 공간의 상징으로 간주된다.

## 의미
안방은 문자 그대로 집 안채의 부엌에 딸린 "안쪽 방"으로 해석된다. 기능적으로 이 방의 목적은 가족의 안주인을 위한 것이다.

## 개요
이 방은 안주인을 위한 안식처이다. 이 방의 바닥은 장판지로 마감되어 있다. 부엌 앞쪽에 다락방으로 이어지는 문들이 있을 수 있으며 바닥 아랫 부분은 얇은 담요로 덮는다.
4개의 벽은 모두 벽지로 덮여있다. 천장은 종이반자로 덮여있는 것이 보통이지만, 서까래가 노출되는 경우도 있다.

## 목적
안방은 집의 가장 폐쇄적이고 신성한 방으로 간주되며 대문으로부터 가장 멀리 떨어져서 배치된다. 남편과 가족 외의 사람들은 허가 없이 안방으로 들어오지 못한다. 또, 안주인이 위치하는 장소로서 모든 집안일을 관리하기 위한 중심지이기도 하다. 모든 열쇠와 귀중품을 저장하는 곳이기도 하다.

## 같이 보기
- 사랑방
- 한옥